# Synagoga Szejrit Bne Emuna w Krakowie
Synagoga Szejrit Bne Emuna (z hebr. Pozostałe Dzieci Wiary) – dawna synagoga, która znajdowała się w Krakowie przy ulicy Bocheńskiej 4, na Kazimierzu.
Została zbudowana w 1914 roku, według projektu Henryka Lamensdorfa.  W synagodze znajdowała się też szkoła talmudyczna. Podczas II wojny światowej została zdewastowana przez Niemców. 
Po zakończeniu wojny budynek synagogi był praktycznie niezniszczony, jedynie sufity były częściowo opadłe, a szyby w oknach powybijane. Budynek wówczas zajmował Tymczasowy Zarząd Państwowy – znajdował się w nim magazyn mebli. Piwnice użytkował Związek Spółdzielni Małopolskich jako skład zboża.
Do dziś nie zachowało się nic z pierwotnego wyposażenia budynku, co mogłoby wskazywać na jego pierwotny charakter. Jedynym charakterystycznym elementem pozostały półokrągłe zakończenia okien na parterze budynku.
W latach 90. XX wieku, budynek wyremontowano i przeznaczono na pomieszczenia służby zdrowia i punkt dydaktyczny Collegium Medicum Uniwersytetu Jagiellońskiego.